# ツィッターベヴェーグンク
ツィッターベヴェーグンク（独: Zitterbewegung、略称: ZB; ジグザグ運動または震え運動とも）は、相対論的波動関数に従う素粒子の予測される高速振動運動である。こういった運動の存在は、自由空間における相対論的電子についてのディラック方程式の波束解の解析の結果として1930年にエルヴィン・シュレーディンガーによって初めて提唱された。自由空間においては、正および負のエネルギー状態間の干渉が、2mc2/ℏ（約1.6×1021ラジアン毎秒）の角周波数持つ中点を中心とする電子の位置の（最大で光速までの）揺らぎ（振動）のように見えるものを生み出す。水素原子では、ツィッターベヴェーグンクはダーウィン項（s軌道のエネルギー準位の小さな補正）を導くための発見的なやり方として導き出すことができる。

## 理論

### 自由なフェルミ粒子
時間に依存するディラック方程式は
{\displaystyle H\psi ({\boldsymbol {x}},t)=i\hbar {\frac {\partial \psi }{\partial t}}({\boldsymbol {x}},t)},
と書くことができる。上式において、{\displaystyle \hbar }は換算プランク定数、{\displaystyle \psi ({\boldsymbol {x}},t)}はフェルミ粒子（スピン1/2）の波動関数（双スピノル）、Hは自由粒子のディラックハミルトニアン
{\displaystyle H=\beta mc^{2}+\sum _{j=1}^{3}\alpha _{j}p_{j}c}
である（{\textstyle m}は粒子の質量、{\textstyle c}は光速、{\textstyle p_{j}}は運動量演算子、{\displaystyle \beta }および{\displaystyle \alpha }はガンマ行列{\textstyle \gamma _{\mu }}に関連した行列; {\textstyle \beta =\gamma _{0}}, {\textstyle \alpha _{j}=\gamma _{0}\gamma _{j}}）。
ハイゼンベルク描像では、任意のオブザーバブルQの時間依存性は方程式
{\displaystyle -i\hbar {\frac {\partial Q}{\partial t}}=\left[H,Q\right]}
に従う。具体的には、位置演算子の時間依存性は
{\displaystyle \hbar {\frac {\partial x_{k}(t)}{\partial t}}=i\left[H,x_{k}\right]=\hbar c\alpha _{k}}
によって与えられる。ここで、xk(t)は時間tにおける位置演算子である。
上記の方程式は、演算子αkが「速度演算子」のk番目の成分として解釈できることを示している。αkに速度依存性を追加するため、ハイゼンベルク描像を実践すると、
{\displaystyle \alpha _{k}(t)=e^{\frac {iHt}{\hbar }}\alpha _{k}e^{-{\frac {iHt}{\hbar }}}}
となる。
速度演算子の時間依存性は
{\displaystyle \hbar {\frac {\partial \alpha _{k}(t)}{\partial t}}=i\left[H,\alpha _{k}\right]=2\left(i\gamma _{k}m-\sigma _{kl}p^{l}\right)=2i\left(p_{k}-\alpha _{k}H\right)}
によって与えらえる。上式において
{\displaystyle \sigma _{kl}\equiv {\frac {i}{2}}\left[\gamma _{k},\gamma _{l}\right]}
である。
さて、pk とHは両方とも時間依存的であるため、上記の方程式は位置演算子の陽な時間依存性を見つけるために容易に2回積分することできる。
まず、
{\displaystyle \alpha _{k}(t)=\left(\alpha _{k}(0)-cp_{k}H^{-1}\right)e^{-{\frac {2iHt}{\hbar }}}+cp_{k}H^{-1}}
そして、
{\displaystyle x_{k}(t)=x_{k}(0)+c^{2}p_{k}H^{-1}t+{\tfrac {1}{2}}i\hbar cH^{-1}\left(\alpha _{k}(0)-cp_{k}H^{-1}\right)\left(e^{-{\frac {2iHt}{\hbar }}}-1\right)}
となる。
得られた式は、初期位置、時間に比例した運動、コンプトン波長に等しい振幅を持つ振動項からなる。振動項がいわゆるツィッターベヴェーグンクである。

### 解釈
量子力学では、ツィッターベヴェーグンク項は、完全に正の（あるいは完全に負の）エネルギー波から作り上げられている波束に対する期待値を取ることで消滅する。これは、フォルディ・ヴォートホイゼン変換を取ることによって達成できる。したがって、正および負エネルギー波成分間の干渉によって生じるというツィッターベヴェーグンクの解釈に辿り着く。
量子電磁力学では、負エネルギー状態は陽電子状態によって置き換えられ、ツィッターベヴェーグンクは自発的に電子-陽電子対を形成・消滅する電子の相互作用の結果として理解される。

## 実験的シミュレーション
自由な相対論的粒子のツィッターベヴェーグンクは直接的には観測されたことはないが、その存在を指示する強力な証拠がある。また、相対論的現象の凝縮系類似現象を与えるモデル系において2度シミュレーションされている。2010年の1つ目の例では、イオンに対する非相対論的シュレーディンガー方程式がディラック方程式と同じ数学的形式を持つような環境（しかし物理的状況は異なる）中に捕捉したイオンを置いた。2013年の2つ目では、ボース＝アインシュタイン凝縮体を持つ設定においてシミュレーションされた。
凝縮系類似現象についてのその他の提案としては、半導体ナノ構造、グラフェン、およびトポロジカル絶縁体がある。

## 推薦文献
- Schrödinger, E. (1930) (ドイツ語). Über die kräftefreie Bewegung in der relativistischen Quantenmechanik [On the free movement in relativistic quantum mechanics]. pp. 418–428. OCLC 881393652
- Schrödinger, E. (1931) (ドイツ語). Zur Quantendynamik des Elektrons [Quantum Dynamics of the Electron]. pp. 63–72
- Messiah, A. (1962). “XX, Section 37”. Quantum Mechanics. II. pp. 950–952. ISBN 9780471597681